# New Chapter No. 2: The Truth of Love
New Chapter #2: The Truth of Love – koreański minialbum południowokoreańskiej grupy TVXQ, wydany 26 grudnia 2018 roku. Głównym singlem z płyty był „Truth” (kor. 운명 (The Chance of Love)). Album sprzedał się w liczbie ponad 93 238 egzemplarzy (stan na grudzień 2018; w Korei).
Jest to specjalny album wydany z okazji 15-lecia istnienia grupy.

## Lista utworów
| CD | CD                                                                                         | CD | CD                                                                                              | CD                                                    | CD      |
| Nr | Tytuł utworu                                                                               | Tekst | Kompozycja                                                                                      | Aranżacja                                             | Długość |
| -- | ------------------------------------------------------------------------------------------ | --- | ----------------------------------------------------------------------------------------------- | ----------------------------------------------------- | ------- |
| 1. | „Truth”                                                                                    | Kyung Jin-hee (Jam Factory)                                                                                          | Thomas Troelsen, Jacob Luttrell                                                                 | Thomas Troelsen                                       | 2:57    |
| 2. | „Sooner Than Later” (feat. The Quiett)                                                     | Kenzie, The Quiett (rap)                                                                                             | Kenzie, Jamil “Digi” Chammas, Kaelyn Behr, Micah Powell, James Patterson, Benjamin Ruttne, MZMC | Jamil “Digi” Chammas                                  | 2:59    |
| 3. | „Jelly Love”                                                                               | January 8 (Jam Factory), JQ (makeumine works), Hyun Ji-won (makeumine works), MAYB (makeumine works), Shim Chang-min | G’harah “PK” Degeddingseze, Jakob Mihoubi, Rudi Daouk                                           | G’harah “PK” Degeddingseze                            | 3:33    |
| 4. | „Morning Sun”                                                                              | Hwang Hyun (MonoTree), Son Go-eun (MonoTree), JQ (makeumine works)                                                   | Big Sancho (Yummy Tone), Park Hae-il (MonoTree), Choo Dae-gwan (Yummy Tone)                     | Onestar (MonoTree)                                    | 3:31    |
| 5. | „Yahwa (City Lights)” (kor. 夜話 (City Lights)) (feat. Taeyong of NCT) (U-Know Yunho solo) | Hwang Yoo-bin, Taeyong                                                                                               | Tyler Shamy, Brooke Williams, Matt Wiggers, Zac White                                           | Tyler Shamy, Brooke Williams, Matt Wiggers, Zac White | 3:24    |
| 6. | „Aseurai (Beautiful Stranger)” (kor. 아스라이... (Beautiful Stranger)) (Max Changmin solo) | Shim Chang-min, Kang Eun-jung                                                                                        | Tyler Shamy, Amit Ofir, Anthony Starble                                                         | Tyler Shamy, Amit Ofir, Anthony Starble               | 3:51    |
| 7. | „Circle (Donghaeng)” (kor. Circle (동행))                                                  | JQ (makeumine works), Hyun Ji-won (makeumine works), Lee Ji-hye (makeumine works), Hwang Yoo-bin                     | Blackcell, Jakob Mihoubi,Ru di Daouk                                                            | Blackcell                                             | 4:14    |

## Notowania
| Lista                     | Pozycja |
| ------------------------- | ------- |
| Gaon Weekly Albums Chart  | 2       |
| Gaon Yearly Albums Chart  | 51      |
| Five Music (Tajwan)       | 3       |
| Oricon Weekly Album Chart | 12      |